# 사토 기요시 (영문학자)
사토 기요시(佐藤清, 1885년 1월 11일~1960년 8월 15일)는 일본의 시인, 영문학자이다.
미야기현 센다이시 출신으로 본성은 오카(岡)이다. 도쿄 제국대학 영문과를 졸업, 간세이 학원에서 근무하던 중 영국으로 유학갔으며 1923년 도쿄 여자고등사범학교의 교수로 취임하였다. 1924년 경성제국대학 창립 시 교수로 부임되어 재차 영국으로 유학갔다. 1945년 정년퇴임 후 아오야마 가쿠인 대학의 교수를 지냈다.
존 키츠, 윌리엄 워즈워스, 퍼시 비시 셸리 등 영국 낭만파 시인을 연구하였다.